# Censura na Coreia do Norte
A Censura determinada pela Coreia do Norte, que vai desde a educação, mídia e até idioma, é considerada uma das mais repressivas do mundo. Desde 1948, o Governo da Coreia do Norte recorre a censura e o controle da mídia do país para promover seus ideias e os interesses do Partido dos Trabalhadores da Coreia; De todo modo, a partir de 1994, com a morte de Kim Il-Sung, a censura foi intensificada pelo presidente seguinte, Kim Jong-il, passando para outros ramos como a educação, cinema, controle de dados virtuais (internet), espionagem, bloqueio de informações estrangeiras e repressão política.